# Come My Fanatics....
 (septembre 2013).
Si vous disposez d'ouvrages ou d'articles de référence ou si vous connaissez des sites web de qualité traitant du thème abordé ici, merci de compléter l'article en donnant les références utiles à sa vérifiabilité et en les liant à la section « Notes et références ».
Albums de Electric Wizard
Electric Wizard
(1995) Dopethrone
(2000)
Come My Fanatics.... est le deuxième album du groupe de doom metal Electric Wizard, sorti en 1997.
Il est considéré comme l'un des meilleurs albums du groupe[réf. nécessaire] aux côtés de Dopethrone. Caractérisé par un son extrêmement lourd, gras et saturé, l'album deviendra la signature sonore d'Electric Wizard. Dès les premières minutes, Come My Fanatics… en impose avec des riffs accrocheurs et ravageurs qui dégagent une ambiance occulte et sombre. La musique est lourde, lente et psychédélique comme en témoignent les morceaux Return Trip ou Solarian 13. Il se détache alors de l'influence de Black Sabbath pour en devenir un descendant intelligent. Le magazine Terrorizer l'a classé 37e sur leur liste des 50 albums de doom metal qu'il faut absolument écouter.

## Chansons
1. Return Trip – 10:02
2. Wizard in Black – 8:14
3. Doom Mantia – 8:49
4. Ivixor B/Phase Inducer – 8:47
5. Son of Nothing – 6:44
6. Solarian 13 – 7:58

## Composition du groupe
- Jus Oborn - guitare, chant
- Tim Bagshaw - basse
- Mark Greening - batterie